# West Highland Way

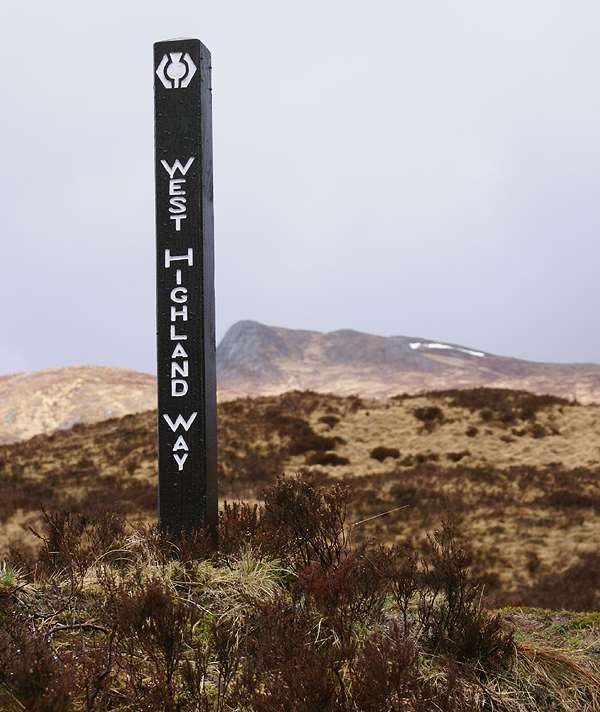
Markering langs de West Highland Way

De West Highland Way of Slighe Taobh an Iar na Gàidhealtachd (Schots-Gaelisch) is een langeafstandswandelpad (Great Trail) in Schotland. De route werd in 1980 geopend, is 152 kilometer lang en loopt van Milngavie nabij Glasgow tot Fort William door de Schotse Hooglanden (Highlands). Een groot deel van de route voert door het Nationaal park Loch Lomond en de Trossachs. Jaarlijks lopen ongeveer 50.000 mensen de West-Highland Way, waarvan 10% met de tent. Het is de populairste wandelroute in Groot-Brittannië.
Ongeveer de helft van de West Highland Way loopt over oude veedrijverroutes, oude militaire wegen en oude koetswegen, meestal goed onderhouden paden. De andere helft bestaat uit drooggevallen bergbeken en rivieren. Deze 'paden' worden gekenmerkt door een mengsel van kiezels, stenen en rotsen waarover de wandelaars zich een weg omhoog of omlaag moeten banen. Vooral langs Loch Lomond en ten noorden van Bridge of Orchy maakt deze ondergrond de tocht extra zwaar. De oude militaire wegen werden in de 18e eeuw aangelegd na de Jakobitische opstand van 1745. De Britten wilden met deze wegen meer controle over de Schotse Hooglanden krijgen.
Het idee voor de wandelroute komt van ex-Royal Air Forcelid Tom Hunter die het plan na de Tweede Wereldoorlog bedacht. Zijn idee was dat een officieel wandelpad de natuur en het landschap zou beschermen tegen al te veel bebouwing. De route werd uitgestippeld door geografe Fiona Rose die zo'n 1.000 mijl te voet aflegde om het ruwe terrein te verkennen. Om de omgeving open te stellen moest met de landeigenaren onderhandeld worden. In 1974 werd toestemming gegeven voor de aanleg en op 6 oktober 1980 werd deze geopend.

## Traject

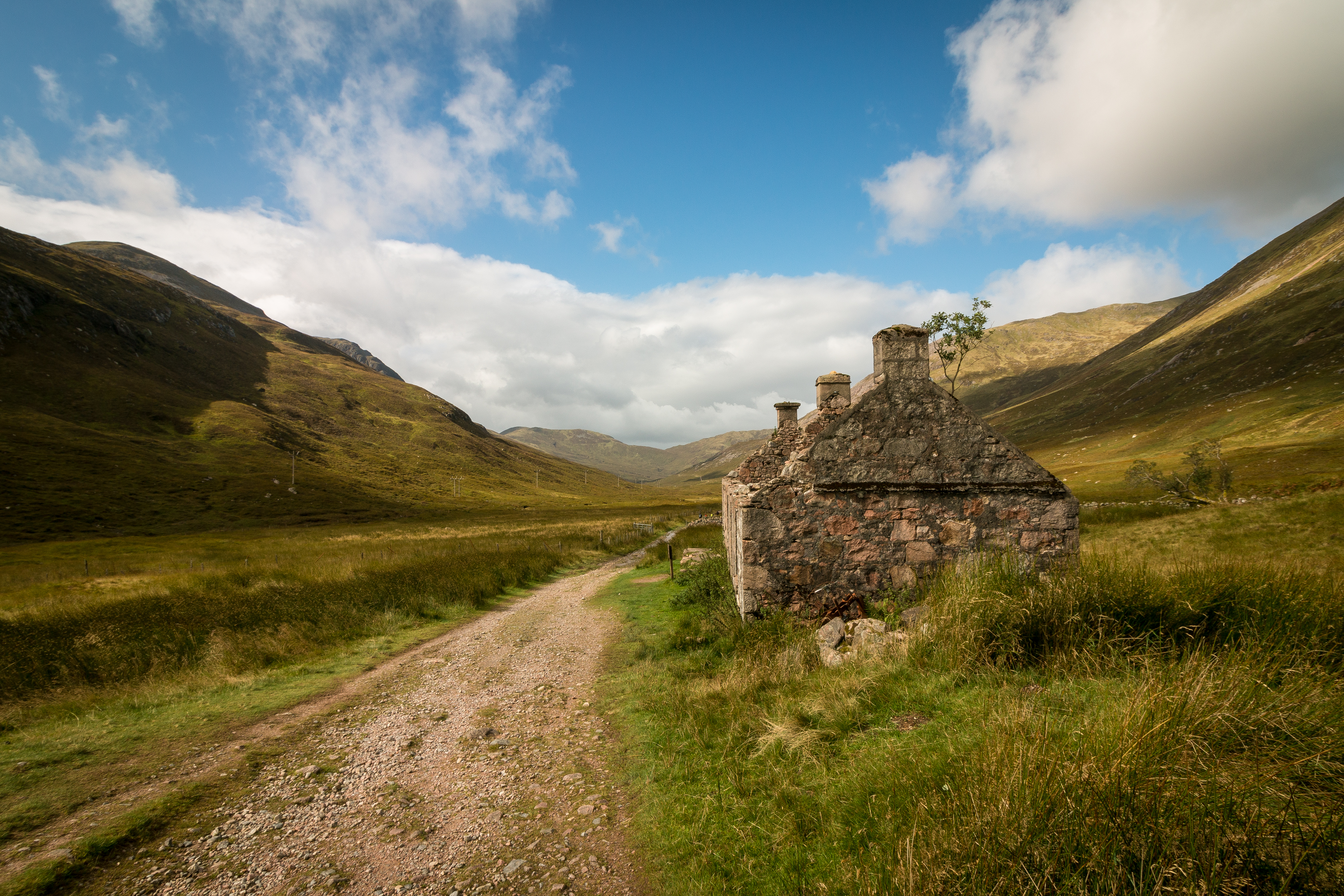
Lairig Mor, bergpas tussen Kinlochleven en Fort William

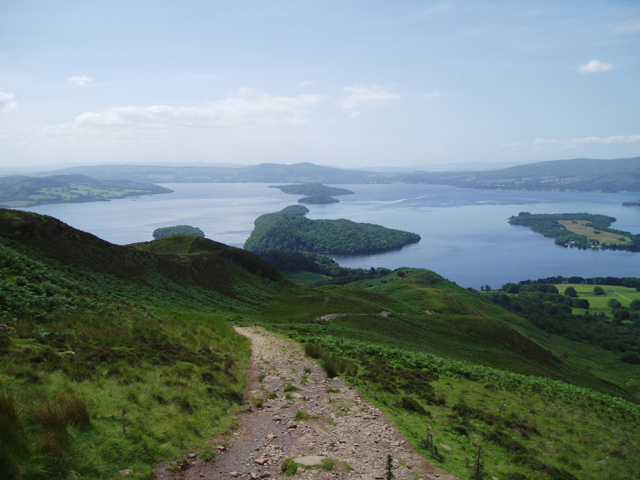
Uitzicht over Loch Lomond

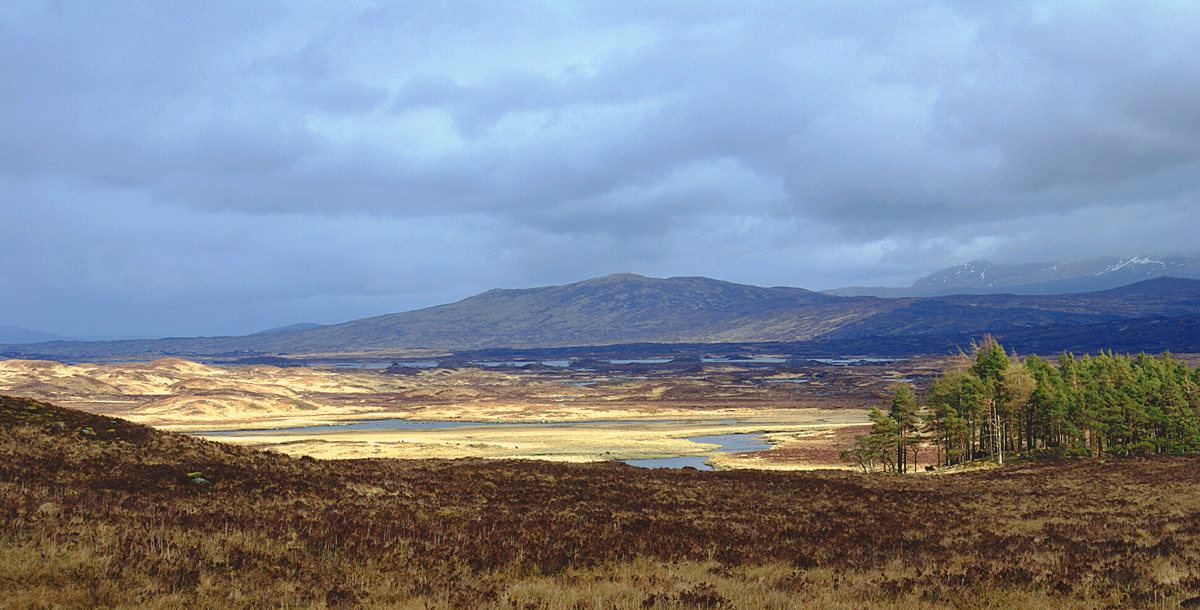
Uitzicht over Rannoch Moor

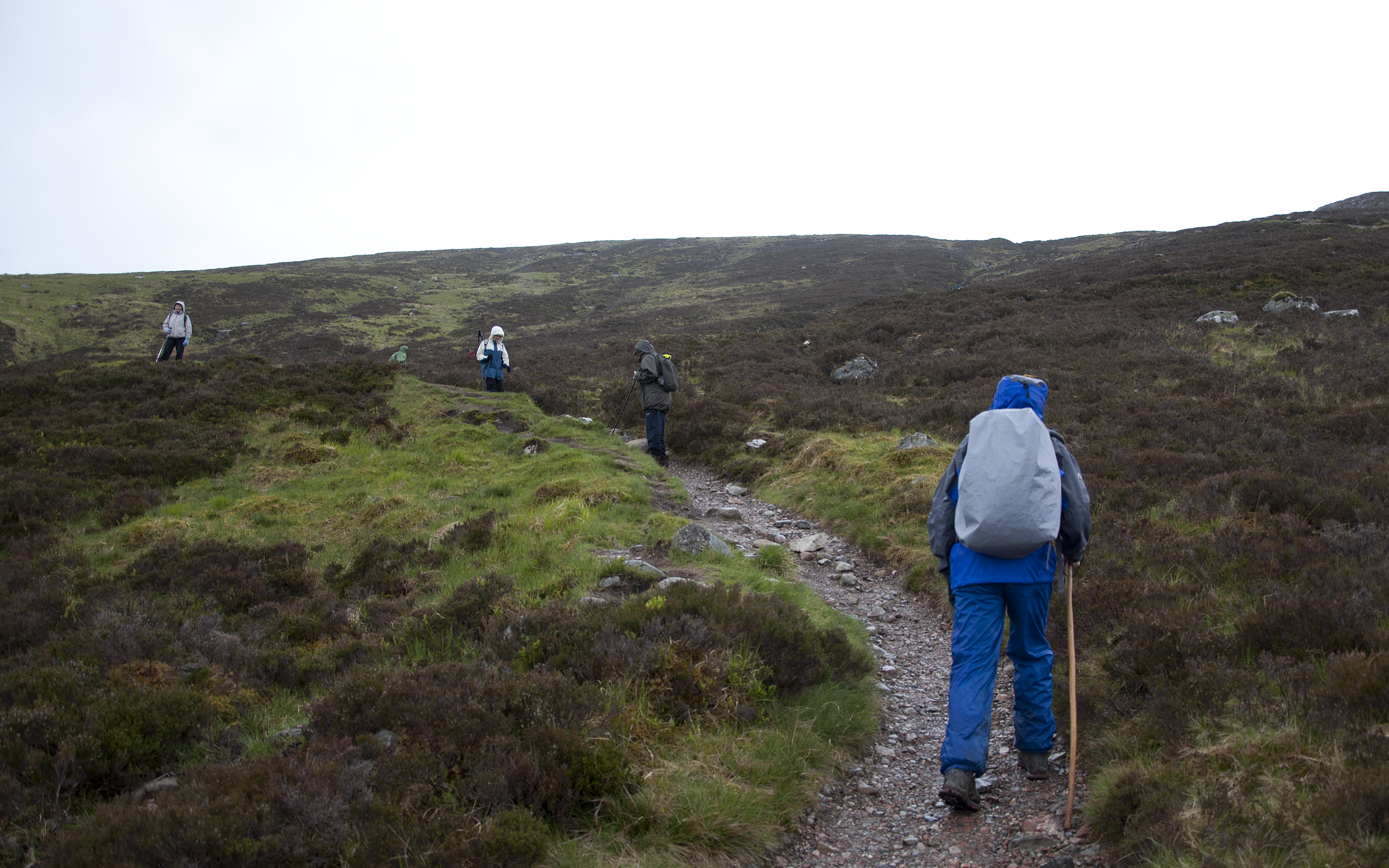
Wandelaars die de Devil's Staircase beklimmen. De zwaarste klim van de route

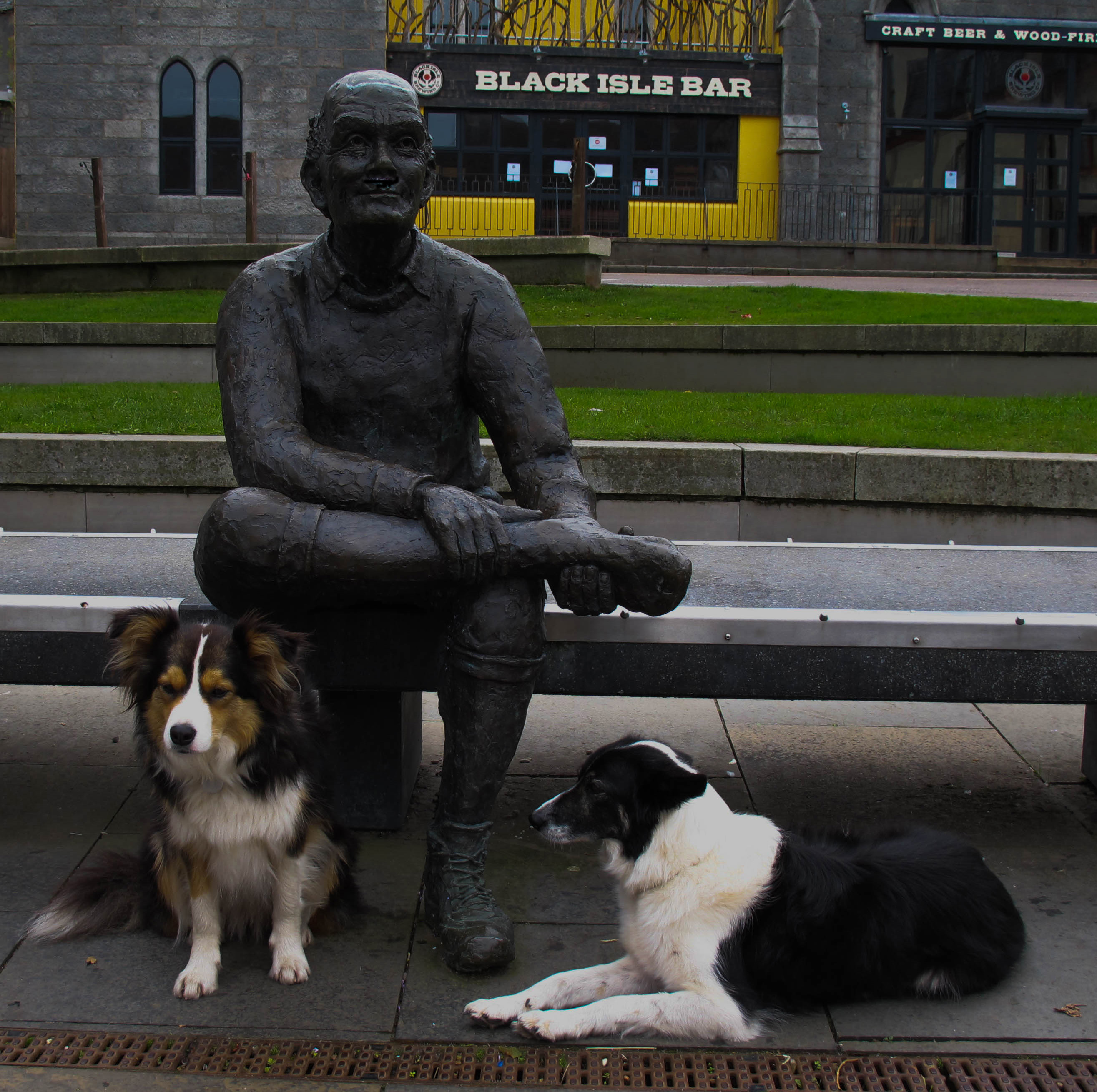
Standbeeld van een trotse wandelaar met zere voeten in Fort William

De 154 km lange route kan in acht delen worden ingedeeld:

### Milngavie - Drymen (19 km)
De route begint te Milngavie (Mill-guy uitgesproken), even ten noorden van Glasgow. Direct buiten het station Milngavie staat de eerste wegwijzer maar de route begint officieel op het dorpsplein waar een granieten obelisk staat. De route voert door het rurale achterland van Glasgow en langs Mugdock Castle. Vervolgens wordt het plaatsje Drymen bereikt.

### Drymen - Balmaha (13 km)
Na Drymen loopt de route langs Conic Hill naar de oevers van Loch Lomond. Conic Hill vormt ook de geologische grens tussen de Lowlands en de Highlands. De route voert langs Loch Lomond (het grootste zoetwaterreservoir van Groot-Brittannië) naar Balmaha aan de oever van het meer. De West Highland Way volgt Loch Lomond zo'n 35 kilometer langs de bosrijke oostoever. De volgende stukken lopen dus ook nog langs het meer

### Balmaha - Rowardennan (11 km)
Na een stuk van 11 kilometer, ook weer langs de oever van het meer, wordt Rowardennan bereikt.

### Rowardennan - Inverarnan (19,5 km)
De route loopt verder langs de oostoever van het meer. Vanaf Rowardennan volgt een stuk dat volgens sommige wandelaars het lastigste deel is. Het is een slecht onderhouden zandpad langs een helling. Bij nat weer is het modderig en het is erg afgelegen. Wel heb je hier mooie vergezichten op de Highland bergen op de westoever. Na het plaatsje Inversnaid wordt het nog wat moeilijker en moeten de wandelaars langs een steile helling over rotsen heenstappen. Onderweg kun je nog omhoog klimmen naar een voormalige schuilplaats van Robert Roy.

### Inverarnan - Tyndrum (19,5 km)
Vanaf Inverarnan zal de route voor een groot deel een dal volgen waar ook een (in de zomer drukke) verkeersweg doorheen loopt en een spoorlijn. De route gaat eerst nog omhoog door de bossen naar een van de hoogste punten van de tocht om vervolgens af te dalen en de A82 over te steken.

### Tyndrum - Bridge of Orchy (11 km)
Dit deel van de route loopt deels over een dreef (een pad waar vee over gedreven wordt) naar het dorp Bridge of Orchy. De route loopt hier dwars door de Highland-bergen, met hun karakteristieke vormen. Bridge of Orchy werd in de 18e eeuw door militairen aangelegd als stop langs een van de militaire wegen.

### Bridge of Orchy - Kings House Hotel (19 km)
Na Bridge of Orchy passeert de route Loch Tulla, de Blackmount en Rannoch Moor, de meest verlaten passage van de wandeling. Hierna bereikt men het Kings House Hotel, de enige plek tussen Bridge of Orchy en Kinlochleven waar men kan eten en slapen.

### Kings House Hotel - Kinlochleven (14 km)
Men passeert de Buachaille Etive Mòr en daarna loopt de route net niet door de befaamde vallei Glen Coe. Wandelaars hebben echter wel volop zicht op een bekende berg van Glen Coe en Schotland, de Buachaille Etive Mòr en dit terwijl men de enige steile klim, de 250 meter hoge Devil's Staircase, bedwingt. De Glen Coe speelt een rol in de Schotse geschiedenis omdat hier in 1692 het Bloedbad van Glencoe plaatsvond. Na de klim daalt men langzaam zo'n 550 meter af naar Kinlochleven op zeeniveau aan het Loch Leven.

### Kinlochleven - Fort William (24 km)
Na Kinlochleven loopt de route door de Mamoresbergen, via de vallei Glen Nevis en eindigt in Fort William. Een paar kilometer voor de stad komt men langs de Ben Nevis, de hoogste berg van Groot-Brittannië. Veel West Highland Way-wandelaars bekronen de wandeling met een klim naar de top. In Fort William, vlak bij het eindpunt treft men een standbeeld van een trotse wandelaar die zijn pijnlijke voeten masseert.
In Fort William sluit de route aan op de East Highland Way en de Great Glen Way.

## Plaatsen langs de route
De route loopt langs een aantal plaatsen. Deze plaatsen zijn over het algemeen kleine nederzettingen met weinig meer dan een pub, of bestaan uit slechts een hotel. De volgorde van de plaatsen is vanuit de (populaire) richting van zuid naar noord.
- Milngavie
- Carbeth
- Drymen
- Balmaha, Loch Lomond; 30 km (19 mi)
- Rowardennan, Loch Lomond; 44 km (27 mi)
- Inversnaid, 54 km (34 mi)
- Ardlui
- Inverarnan
- Crianlarich, 75 km (47 mi)
- Tyndrum, 85 km (53 mi)
- Bridge of Orchy, 95 km (59 mi)
- Inveroran, 99 km (62 mi)
- Kingshouse, 115 km (71 mi)
- Kinlochleven, 130 km (81 mi)
- Fort William, 152 km (95 mi)

Een aantal plaatsen hebben een spoorwegstation aan de West Highland Line.

## Duur van het traject

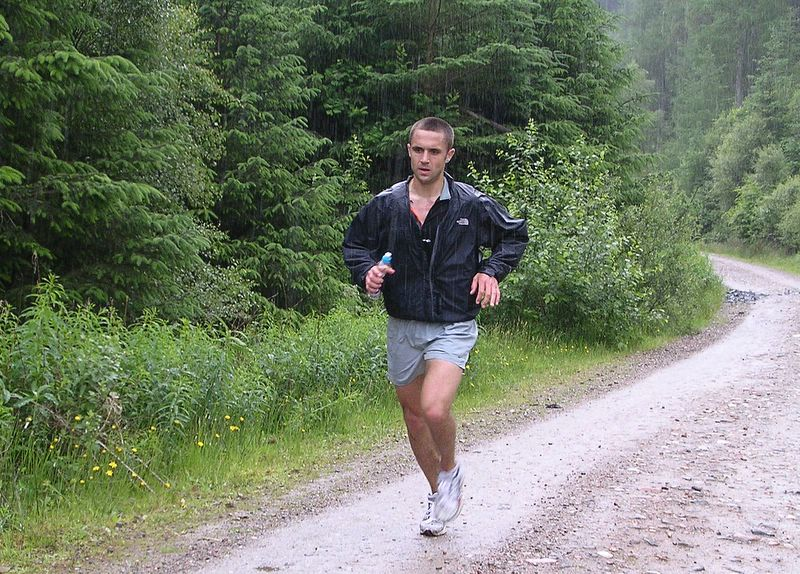
Op 24 juni 2006 rende ultrarenner Jez Bragg de route in 15 uur, 44 minuten en 50 seconden, waarmee hij een record vestigde

De wandeling is in zes tot tien dagen te bewandelen. Voor wandelaars zijn er onderweg genoeg dorpen, accommodaties en winkels met voedsel, waardoor de trajecten redelijk flexibel in te delen zijn. Alleen het noordelijke deel langs Loch Lomond en de trajecten vanaf Bridge of Orchy bieden weinig alternatieven, en moeten door wandelaars zonder tent noodgedwongen in één keer doorlopen worden.

## Jaarlijkse race
Sinds 1987 wordt een jaarlijkse race langs het volledige traject zuid-noord van de West Highland Way gehouden. De deelnemers vertrekken rond middernacht op de langste dag van het jaar en gaan ononderbroken door tot Fort William.
De huidige recordhouder bij de mannen is de Engelse Jez Bragg (15 uur, 44 minuten en 50 seconden), gelopen in 2006. Bij de vrouwen is de Schotse Kate Jenkins (17 uur, 37 minuten en 48 seconden) de recordhoudster, gelopen in 2000.